# AEX index
AEX index (производное от англ. Amsterdam Exchange index) является важнейшим фондовым индексом Нидерландов. Индекс охватывает 25 крупнейших нидерландских компаний, акции которых торгуются на бирже Euronext Amsterdam. Список компаний пересматривается два раза в год — в марте и сентябре. AEX вычисляется как среднее арифметическое взвешенное по капитализации значение цен акций, при этом капитализация учитывается пропорционально количеству акций, находящихся в свободном обращении.
Впервые индекс был опубликован в 3 января 1983 года под названием European Options Exchange (EOE) и включал 13 компаний: ABN, Ahold, Akzo, Amro, Gist-Brocades, Heineken, Hoogovens, KLM, Royal Dutch, Nationale Nederlanden, Philips, Unilever, Nedlloyd.

## Структура
По состоянию на конец 2023 года в индексную корзину входили:
| Компания          | отрасль                     | Вес в индексе (%) |
| ----------------- | --------------------------- | ----------------- |
| ABN AMRO          | финансы                     | 0,67              |
| Adyen             | информационные технологии   | 2,70              |
| AEGON             | страхование                 | 1,00              |
| Ahold Delhaize    | розничная торговля          | 3,68              |
| Akzo Nobel        | химическая промышленность   | 1,55              |
| Arcelor Mittal    | чёрная металлургия          | 1,49              |
| ASM International | микроэлектроника            | 2,42              |
| ASML              | микроэлектроника            | 14,52             |
| ASR Nederland     | финансы                     | 0,68              |
| Besi              | микроэлектроника            | 0,98              |
| DSM               | химическая промышленность   | 1,80              |
| Exor              | холдинг                     | 1,31              |
| Heineken          | пивоварение                 | 2,81              |
| IMCD              | химическая промышленность   | 0,89              |
| ING Group         | банкинг и страхование       | 6,08              |
| KPN               | телекоммуникации            | 1,31              |
| NN Group          | страхование                 | 1,05              |
| Philips           | медицинское оборудование    | 1,94              |
| Prosus            | информационные услуги       | 5,54              |
| Randstad          | HR-консалтинг               | 0,75              |
| RELX              | медиа                       | 8,25              |
| Shell             | нефтегазовая промышленность | 17,41             |
| UMG               |                             | 2,33              |
| Unilever          | потребительские товары      | 14,98             |
| Wolters Kluwer    | издательское дело           | 3,84              |